# Nordmalings församling
Nordmalings församling är en församling inom Svenska kyrkan i Södra Västerbottens kontrakt av Luleå stift i nordöstra Ångermanland, Nordmalings kommun, Västerbottens län. Församlingen omfattar hela kommunen och utgör ett eget pastorat.

## Administrativ historik
Församlingen bildades omkring 1480 genom en utbrytning ur Grundsunda församling först under namnet Nykyrka församling. 17 augusti 1808 utbröts Bjurholms församling. 1 maj 1913 utbröts en del med 1 689 invånare till den då nybildade Hörnefors församling.
Församlingen har utgjort och utgör ett eget pastorat, med undantag av perioden 17 augusti 1808 till 26 april 1815 då den var moderförsamling i pastoratet Nordmaling och Bjurholm. Från 1939 till 1 juli 1991 uppdelad i två kyrkobokföringsdistrikt: Nordmalings kbfd (240102) och Norrfors kbfd (240101).

## Befolkningsutveckling
| Befolkningsutvecklingen i Nordmalings församling 1805–2015 | Befolkningsutvecklingen i Nordmalings församling 1805–2015 | Befolkningsutvecklingen i Nordmalings församling 1805–2015 | Befolkningsutvecklingen i Nordmalings församling 1805–2015 | Befolkningsutvecklingen i Nordmalings församling 1805–2015 |
| --- | ---------------------------------------------------------- | ---------------------------------------------------------- | ---------------------------------------------------------- | ---------------------------------------------------------- |
| |                                                            |                                                            |                                                            |                                                            |
| År |                                                            |                                                            | Folkmängd                                                  |                                                            |
| 1805 | 1805                                                       |                                                            | 2 755                                                      |                                                            |
| 1810 | 1810                                                       |                                                            | 2 517                                                      |                                                            |
| 1820 | 1820                                                       |                                                            | 2 632                                                      |                                                            |
| 1830 | 1830                                                       |                                                            | 3 242                                                      |                                                            |
| 1840 | 1840                                                       |                                                            | 3 591                                                      |                                                            |
| 1850 | 1850                                                       |                                                            | 4 337                                                      |                                                            |
| 1860 | 1860                                                       |                                                            | 5 289                                                      |                                                            |
| 1870 | 1870                                                       |                                                            | 6 006                                                      |                                                            |
| 1880 | 1880                                                       |                                                            | 7 051                                                      |                                                            |
| 1890 | 1890                                                       |                                                            | 8 021                                                      |                                                            |
| 1900 | 1900                                                       |                                                            | 9 726                                                      |                                                            |
| 1910 | 1910                                                       |                                                            | 10 172                                                     |                                                            |
| 1920 | 1920                                                       |                                                            | 8 657                                                      |                                                            |
| 1930 | 1930                                                       |                                                            | 9 265                                                      |                                                            |
| 1935 | 1935                                                       |                                                            | 9 437                                                      |                                                            |
| 1940 | 1940                                                       |                                                            | 9 811                                                      |                                                            |
| 1945 | 1945                                                       |                                                            | 10 218                                                     |                                                            |
| 1950 | 1950                                                       |                                                            | 10 429                                                     |                                                            |
| 1955 | 1955                                                       |                                                            | 10 118                                                     |                                                            |
| 1960 | 1960                                                       |                                                            | 9 536                                                      |                                                            |
| 1965 | 1965                                                       |                                                            | 8 710                                                      |                                                            |
| 1970 | 1970                                                       |                                                            | 8 156                                                      |                                                            |
| 1975 | 1975                                                       |                                                            | 7 736                                                      |                                                            |
| 1980 | 1980                                                       |                                                            | 8 124                                                      |                                                            |
| 1985 | 1985                                                       |                                                            | 7 900                                                      |                                                            |
| 1990 | 1990                                                       |                                                            | 8 192                                                      |                                                            |
| 1995 | 1995                                                       |                                                            | 8 104                                                      |                                                            |
| 2000 | 2000                                                       |                                                            | 7 663                                                      |                                                            |
| 2005 | 2005                                                       |                                                            | 7 470                                                      |                                                            |
| 2010 | 2010                                                       |                                                            | 7 098                                                      |                                                            |
| 2015 | 2015                                                       |                                                            | 7 055                                                      |                                                            |
| Anm: Bjurholms församling redovisas separat från och med 1810. För åren 1805-1945: befolkning enligt folkräkning 31 december enligt den administrativa indelningen den 1 januari följande år. 1950 avser befolkning enligt folkräkning den 31 december enligt den administrativa indelningen den 1 januari 1952. 1960-1970 avser befolkning enligt folkräkning den 1 november enligt den administrativa indelningen den 1 januari följande år. För åren 1955 samt 1975-2015: befolkning 31 december enligt den administrativa indelningen den 1 januari följande år. Sedan 1 januari 2016 sker inte folkbokföring per församling och därmed kan det hända att vissa personer inte ingår i församlingens folkmängd då de är skrivna på den fiktiva fastigheten På kommunen skriven som inte delas upp på församlingsnivå då de inte kunnat folkbokföras på en särskild befintlig fastighet. Den totala befolkningen i Svenska kyrkans församlingar är därför något lägre än den totala befolkningen i riket. |                                                            |                                                            |                                                            |                                                            |

## Kyrkor
- Nordmalings kyrka är uppförd omkring slutet av 1400-talet. [11]
- Norrfors kyrka är uppförd åren 1922-1923
- Nyåkers kyrka är uppförd 1921
- Rundviks kyrka är uppförd 1930.
- Hörnsjö skogskapell är uppfört åren 1991-1992.